# Супрасльский монастырь
Супра́сльский Благове́щенский монасты́рь (пол. Monaster Zwiastowania Najświętszej Marii Panny w Supraślu), или Супрасльская лавра (Ławra Supraska) — мужской монастырь Белостокско-Гданьской епархии Польской православной церкви, расположенный в городе Супрасль на Подляшье на востоке Польши. Наиболее значимый центр православия на территории Польши, традиционный оплот Польской православной церкви. Из обители происходят такие реликвии, как Супрасльская рукопись и Супрасльская летопись.

## История монастыря

### Основание монастыря
Супрасльский монастырь был основан в 1498 году магнатом Александром Ходкевичем в Грудеке, находившимся тогда в составе Великого княжества Литовского. Новую обитель заселили монахи киевских монастырей.

### Монастырь в XVI веке: строительство храмов и собирание библиотеки
В 1500 году, желая найти более уединённое место для обители, братия переселилась на берег реки Супраслянки. В том же году был возведён первый деревянный храм Св. Апостола Иоанна Богослова. Возле храма был возведён монашеский корпус.
В 1507 гг. в Супрасльском монастыре Десятый Матвей Иванович завершил работу над «Десятиглавом» — первым сборником библейских книг Старого и Нового Заветов.
С 1503 по 1511 годы отстраивается каменный Благовещенский собор, сочетающий в своём облике византийский и готический стили. Два придела собора были освящены в честь русских святых — Феодосия Печерского и Бориса и Глеба. Митрополит Иосиф, освятивший собор, подарил обители список чудотворной иконы Божией Материи Смоленской, который впоследствии получил название Супрасльской иконы Божьей Матери. В 1557 году артель иконописцев во главе с сербом Нектарием расписала храм Благовещения фресками в стиле балканской школы.
В середине XVI века выстроен каменный Воскресенский храм.
К XVI веку в монастыре сложилась большая библиотека: в 1557 году в ней было свыше 200 рукописей и печатных книг, а в 1645 году их число увеличилось до 587. Среди особо ценных книг монастыря были Супрасльский кодекс (минея XI века), «Царственник» с «летописцем», «Временник» с «летописцем», «Космография» Космы Индикоплова, Супрасльская летопись, в которой описана история Великого Княжества Литовского, жизнеописания святых мучеников Виленских Антония, Иоанна и Ефстафия, Кодекс дьякона Матфея из города Корца с житиями святых Феодора Ярославского, Варлаама Хутынского и митрополита Московского Петра, похвальные слова в честь Святого Климента Охридского, жизнеописание Святого Саввы Сербского, проповеди и письма митрополита Григория Цамблака.
В 1593 году книжник Иван Проскура написал в монастыре житие Святого Сергия Радонежского. Благодаря стараниям братии было создано и переписано множество произведений в защиту православной веры на территории Польского государства, среди которых «Послание к венгерскому королю Иоанну Заполии от монахов Святой Горы Афон», «Послание к латиникам», «Разговор христианина с иудеем о вере и иконах», «На богомерзскую, на поганую латину, которую папежи, что в них, вымыслили в их поганой вере», а также появившееся в 1570 году стараниями супральского книжника Евстохия «Списание против лютров».
Со времени наместничества архимандрита Сергия (Кинбара) Супрасльский монастырь некоторое время именовался лаврой.

### Монастырь в XVII—XVIII веках: обращение в униатство
Среди настоятелей Супрасльского монастыря особое место принадлежит архимандриту Иллариону Масальскому — активному противнику Брестской унии. Несмотря на призывы униатского Киевского митрополита Михаила Рагозы, который лично прибыл в монастырь, к переходу в базилианство, братия осталась верной православию. Стойкость братии настолько убедила митрополита Михаила, что до самой своей смерти он больше не поднимал вопроса о переходе Супральского монастыря в базилианство. 

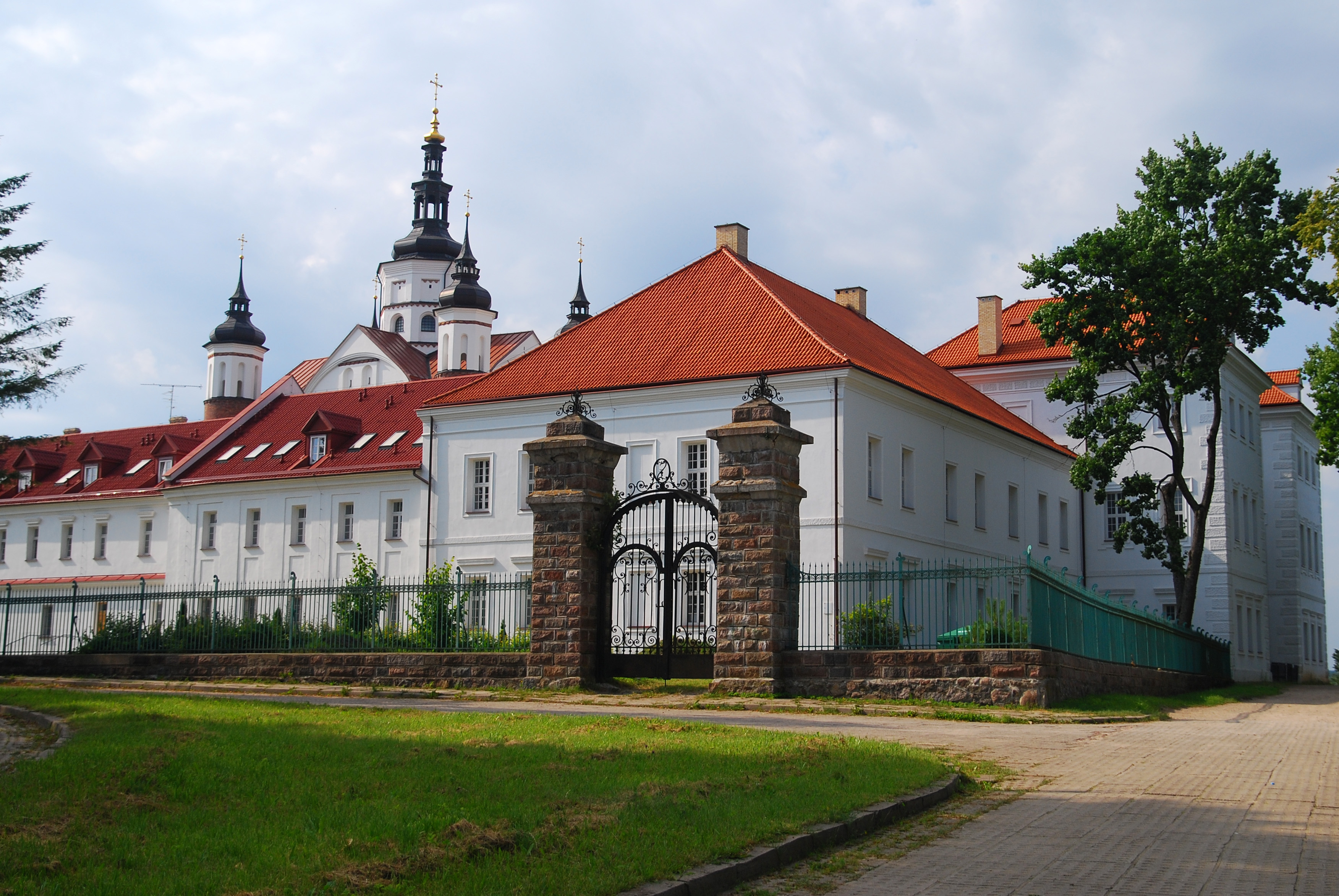

Вскоре после смерти митрополита Михаила (1598) следующий униатский митрополит Ипатий (Потей) специально прибыл в Супрасльский монастырь, чтобы объявить насельникам о переходе обители в унию. Братия монастыря в ответ объявила нового митрополита еретиком и отказалась ему подчиняться. Это противостояние окончилось отстранением архимандрита Иллариона от управления монастырём специальной грамотой короля Сигизмунда от 19 января 1602 года. Илларион смог вернуться на прежнюю должность лишь четыре года спустя — после отмены королём своего указа в результате ходатайства Иеронима Ходкевича. В 1609 году Илларион скончался.
Новый настоятель монастыря архимандрит Герасим также оставался верен православной традиции (ещё в 1603 году он сложил с себя присягу униатскому митрополиту).
На уступки униатам пошёл следующий архимандрит — Самуил (Сеченко). В 1631 году монастырь становится базилианским, в марте 1635 года принят новый монастырский устав.
В первой половине XVII в., общее число книг монастырской библиотеки составляло около 600, при этом около 200 из них были на латинском языке, около 150 на польском, по нескольку на греческом и чешском языках и 234 книги были «рускими», то есть кириллографичными, в основном рукописными. Таким образом, к середине XVII в. около 60 %, состава монастырской библиотеки являлись латинографичными.
Во второй половине XVIII века в Благовещенском соборе сооружается новый иконостас в стиле барокко — работа гданьского резчика Андрея Модзелевского. Меняется и всё внутреннее убранство главного монастырского храма (так, фрески XVI века были закрашены белой краской).
В 1645—1652 годах выстроены покои архимандрита. В 1695—1697 возведена монастырская колокольня, которая в 1702 году сгорела и была выстроена заново в первой половине XVIII века.
На рубеже XVIII века монастырь снова становится серьёзным культурным центром. В 1695 году при монастыре открыта типография, в которой печатались большей частью богослужебные книги. В 1709—1728 годах типография серьёзно расширена.

### Монастырь в XIX веке: под юрисдикцией Русской православной церкви
В результате разделов Польши обедневший Супрасльский монастырь оказался на территории Царства Польского во главе с российским императором.
В 1824 году монахи Супрасльского монастыря выразили добровольное желание перейти в православие. Официальный переход в православие был закреплён Полоцким собором 1839 года.
В 1887 году стены Благовещенского собора были очищены от побелки и храму отчасти был возвращён первоначальный вид.
В 1889—1890 годах в монастыре была выстроена Церковь Иоанна Богослова.

### Монастырь в XX веке

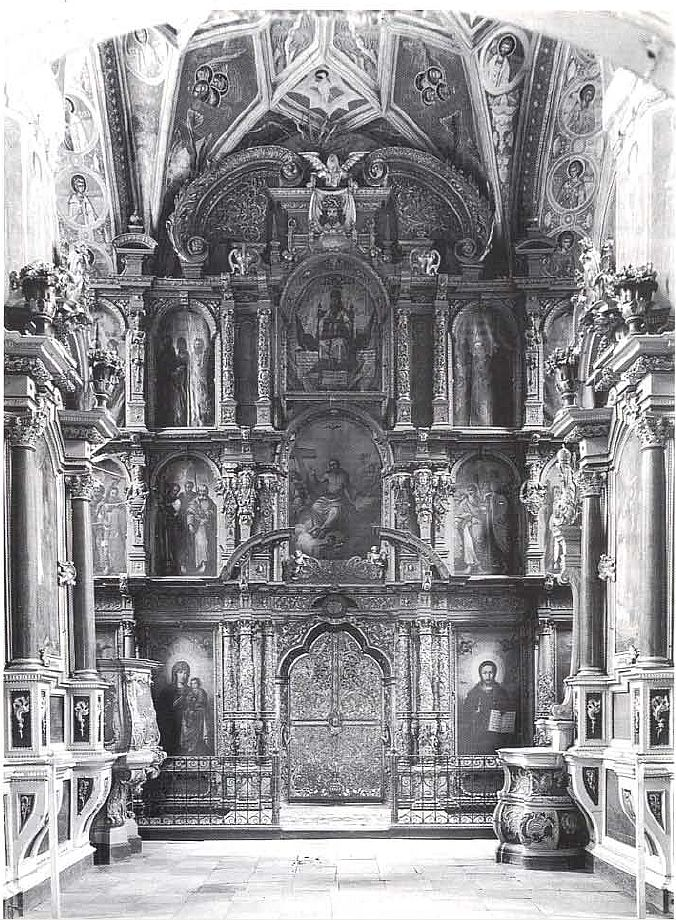
Уникальный иконостас Благовещенского собора (1-я половина XVII века)

В 1901 году в монастыре было устроено новое православное кладбище, на котором была возведена Георгиевская церковь.
В 1915 году в связи с развернувшейся войной был издан указ об эвакуации жителей города Супрасля вглубь России. Уезжая из Благовещенского монастыря, монахи взяли с собой Супрасльскую икону и некоторую церковную утварь.
После образования самостоятельного Польского государства территория монастыря не была передана церкви. В 1919 году Благовещенская церковь была закрыта и опечатана, а монастырь перешел в ведение государственного казначейства. В 1922 году в бывших зданиях монастыря обосновалась школа. Православный приход в городе Супрасле также перестал существовать. Храм Иоанна Богослова был отдан католикам. В 1935 году некоторые здания монастыря получили в аренду салезианцы, приспособившие Иоанно-Богословский храм под гимнастический зал.
В 1939 году монастырь оказывается на территории Советского Союза. В Благовещенской церкви были устроены мастерские и кузница, в Богословской церкви — столовая и кухня.
В октябре 1939 года был расквартирован 4-й мотоциклетный полк РККА. В Благовещенской церкви командованием полка был устроен спортивный зал. Были построены деревянные парковые сооружения для материальной части полка.
После оккупации этой местности немецкими войсками православное духовенство получает разрешение проводить службы в Храме Иоанна Богослова. Церковь была освящена в 1942 году. В монастырь на некоторое время возвратились православные монахи. 21 июля 1944 года во время отступления немецких войск был взорван Благовещенский собор.
После окончания войны православные монахи были изгнаны из монастыря, в котором вновь до 1948 года обосновались салезианцы, а позже — сельскохозяйственная школа.
В 1955 году было принято решение о сносе храма Иоанна Богослова, однако после протестов верующих в 1958 году храм снова вернули православным.
Возрождение Супрасльского монастыря состоялось в годы деятельности архиепископа Белостокско-Гданьской епархии Саввы. В 1982 году в Супрасль прибыл монах Мирон (Ходаковский), монашеская жизнь возобновлена в 1984 году. В 1984 года было принято решение о восстановлении взорванного Благовещенского собора — и 4 июня архиепископ Савва заложил первый камень в основание собора.
В 1989 году монашеская община была официально объявлена мужским монастырём Благовещения Пресвятой Богородицы. Наместником монастыря остался игумен Мирон (Ходаковский).

### Монастырь под юрисдикцией Польской православной церкви

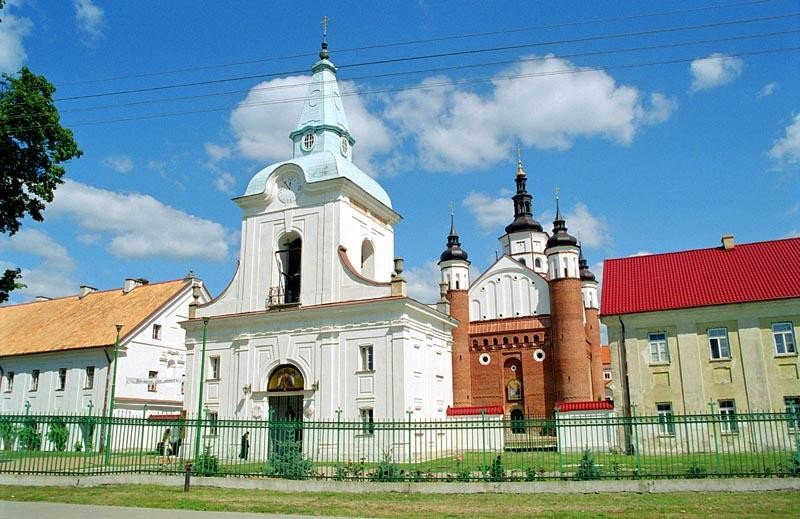
Восстановленный собор

В начале 1990-х годов с просьбой о возвращении всего комплекса Благовещенского монастыря православным верующим выступила Польская православная церковь. В 1993 году решением Совета Министров монастырю были официально возвращены все прежние здания, однако из-за многочисленных протестов со стороны католиков выполнение этого решения затянулось до 1996 года.
В 1998 году по решению Святого Собора Польской православной церкви три монаха Супрасльского монастыря были возведены в сан епископов: Мирон (Ходаковский) стал епископом Гайновским, Иаков (Костючук) — епископом Супрасльским, а Григорий (Харкевич) — епископом Бельским.
С 1 июля 1999 года в монастыре вновь начала действовать типография.